# Lionsgate
Lions Gate Entertainment Corporation (znana też jako Lionsgate) – amerykańsko-kanadyjska wytwórnia filmowa, zajmująca się produkcją i dystrybucją filmów. Została powołana 1997 roku w Vancouver, w kanadyjskim stanie Kolumbia Brytyjska. Lionsgate posiada również siedzibę w Stanach w Santa Monica, w Kalifornii, pod adresem 2700 Colorado Avenue.
Lionsgate wraz z MGM Holdings i Viacom w 2009 roku utworzyła płatny kanał telewizyjny Epix, rywalizujący z HBO (Time Warner) i Showtime (CBS Corporation).